# Megacyllene melanaspis
Megacyllene melanaspis là một loài bọ cánh cứng trong họ Cerambycidae.